# Municipio de Lincoln (condado de Dickinson)
El municipio de Lincoln (en inglés: Lincoln Township) es un municipio ubicado en el condado de Dickinson en el estado estadounidense de Kansas. En el año 2010 tenía una población de 1643 habitantes y una densidad poblacional de 17,36 personas por km².

## Geografía
El municipio de Lincoln se encuentra ubicado en las coordenadas 38°54′37″N 97°19′31″O / 38.91028, -97.32528. Según la Oficina del Censo de los Estados Unidos, el municipio tiene una superficie total de 94.63 km², de la cual 93,18 km² corresponden a tierra firme y (1,53 %) 1,45 km² es agua.

## Demografía
Según el censo de 2010, había 1643 personas residiendo en el municipio de Lincoln. La densidad de población era de 17,36 hab./km². De los 1643 habitantes, el municipio de Lincoln estaba compuesto por el 96,23 % blancos, el 0,61 % eran afroamericanos, el 0,18 % eran amerindios, el 0,3 % eran asiáticos, el 0,67 % eran de otras razas y el 2,01 % eran de una mezcla de razas. Del total de la población el 2,01 % eran hispanos o latinos de cualquier raza.